# Wang Ping (actrice)
Dans ce nom chinois, le nom de famille, Wang, précède le nom personnel.
Wang Ping est une actrice taïwanaise ayant fait carrière dans les cinémas hongkongais et taïwanais.

## Biographie
Née en octobre 1953, elle est engagée par le studios Shaw Brothers de Hong Kong en 1969. Elle est remarquée dans le film The Singing Killer de Chang Cheh et incarne ensuite des personnages féminins délicats et timides, dans des films comme Vengeance et la Vengeance du Tigre (The Chinese Boxer), avant de changer son image à partir de 1971 en incarnant des héroïnes martiales (The Golden Seal, Duel For Gold, La Revanche de Miss Karaté).
A l’expiration de son contrat à la Shaw Brothers (vers 1973), elle poursuit sa carrière à Taiwan tout en jouant dans quelques films hongkongais et japonais (d'Umetsugu Inoue, avec lequel elle avait déjà tourné au sein de la Shaw Brothers). À partir de 1972, une partie des films auxquels elle participe bénéficie d'une sortie en France au cours des années 1970, parfois sous des titres fantaisistes.
En 1982 elle obtient le Golden Horse Award de la meilleure actrice pour le film « Tiger Killer » et met fin à sa carrière peu après.

## Filmographie partielle
- 1970 : The Singing Killer
- 1970 : La Vengeance du tigre
- 1970 : Vengeance
- 1970 : The Five Billion Dollar Legacy
- 1971 : Duel sauvage
- 1972 : Les 14 Amazones
- 1972 : Les Maîtres de l'épée
- 1972 : La Main de fer
- 1972 : Le Tueur de Hong-Kong (The Killer)
- 1973 : Le Karatéka aux bras d'acier (
- 1973 : La Revanche de Miss Karaté (The Sister of the San-Tung Boxer)
- 1973 : La Sœur de Bruce Lee (Beauty Heroine)
- 1974 : Dragon Den
- 1974 : Sorrow of the Gentry
- 1974 : Well of Doom
- 1976 : Le Dragon du kung fu
- 1976 : Ikare Doku Hebi: Moku Gekisha o Kese
- 1976 : Love Swindler
- 1976 : Utareru Mae ni Ute!
- 1978 : Magnificent Bodyguards
- 1982 : Tiger Killer
- 1997 : Island of Greed